# Wartburgs voetbalkampioenschap 1931/32
In 1931/32 werd het twaalfde Wartburgs voetbalkampioenschap gespeeld, dat georganiseerd werd door de Midden-Duitse voetbalbond. Preußen Langensalza werd kampioen en plaatste zich zo voor de Midden-Duitse eindronde. De club verloor meteen van SV Wacker 05 Nordhausen.

## Gauliga
| Plaats | Club                        | Wed. | W  | G | V | Saldo | Ptn.  |
| ------ | --------------------------- | ---- | -- | - | - | ----- | ----- |
| 1.     | FC Preußen 1909 Langensalza | 18   | 12 | 3 | 3 | 52:21 | 27:9  |
| 2.     | SSV 07 Schlotheim           | 18   | 10 | 3 | 5 | 47:30 | 23:13 |
| 3.     | SV 1899 Mühlhausen          | 18   | 7  | 7 | 4 | 32:31 | 21:15 |
| 4.     | SpVgg 1909 Eisenach         | 18   | 8  | 3 | 7 | 39:35 | 19:17 |
| 5.     | SV 1901 Gotha               | 18   | 8  | 2 | 8 | 49:42 | 18:18 |
| 6.     | VfB 1909 Mühlhausen         | 18   | 7  | 2 | 9 | 35:35 | 16:20 |
| 7.     | FC Wacker 1907 Gotha        | 18   | 6  | 3 | 9 | 25:34 | 15:21 |
| 8.     | SC Borussia Eisenach        | 18   | 6  | 3 | 9 | 26:36 | 15:21 |
| 9.     | BSC Ruhla 08                | 18   | 4  | 5 | 9 | 33:42 | 13:23 |
| 10.    | WKG Nordstern Mühlhausen    | 18   | 4  | 5 | 9 | 25:57 | 13:23 |

|  | Kampioen, geplaatst voor Midden-Duitse eindronde |
|  | Degradatie                                       |